# Gaponovski
Gaponovski - Гапоновский (rus) - és un khútor del krai de Krasnodar, a Rússia. Es troba als vessants septentrionals del Caucas occidental, en una zona boscosa a la capçalera del riu Psij, afluent del riu Adagum, a 14 km al sud de Krimsk i a 89 km a l'oest de Krasnodar, la capital.
Pertany al municipi de Nijnebakànskaia.